# Armadillidium riparium
Armadillidium riparium là một loài chân đều trong họ Armadillidiidae. Loài này được Koch miêu tả khoa học năm 1901.